# Marrubium litardierei
Marrubium litardierei là một loài thực vật có hoa trong họ Hoa môi. Loài này được Marmey mô tả khoa học đầu tiên năm 1958.